# Морський звичай
Ця стаття описує лише один з багатьох Морських звичаїв

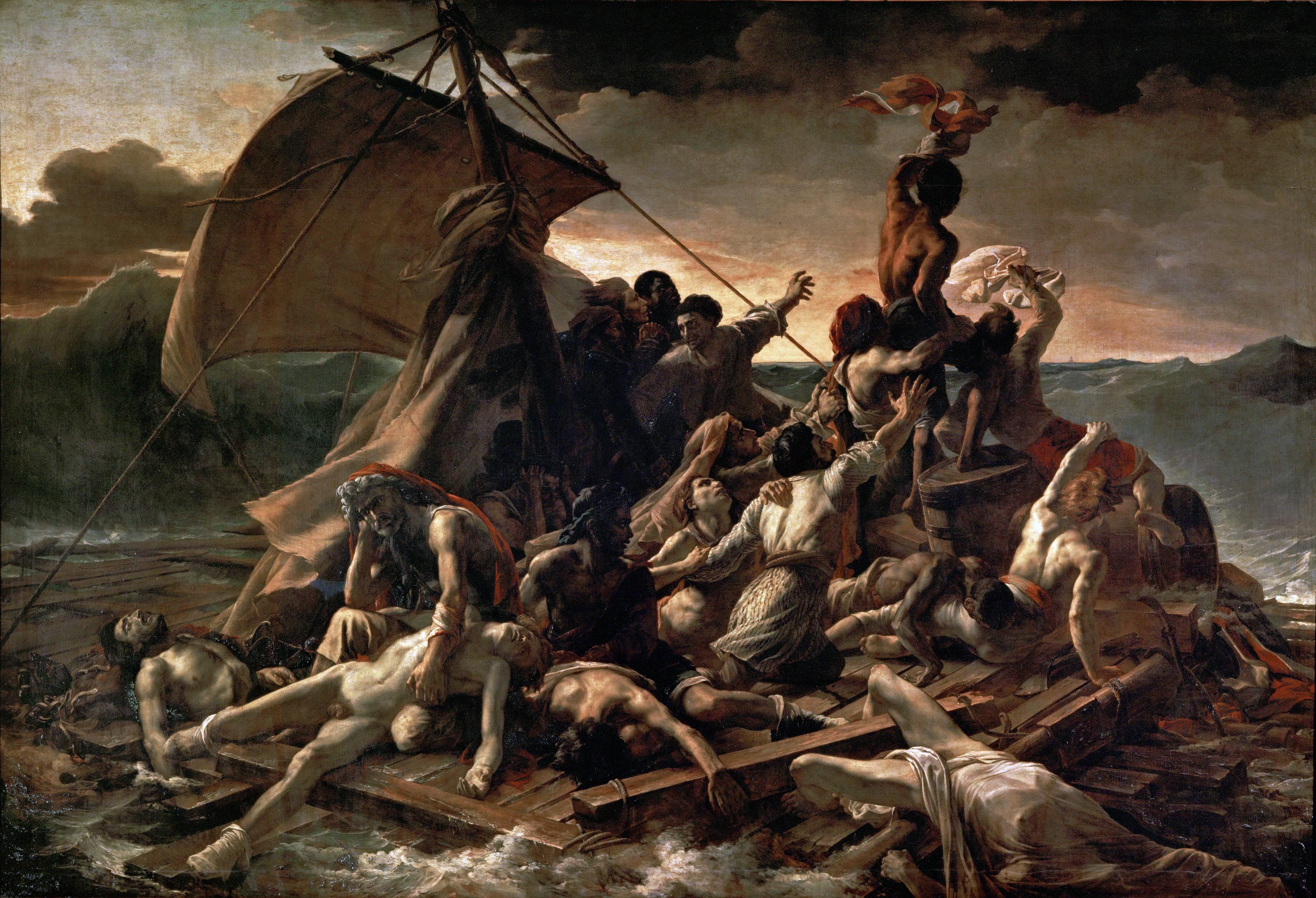
Зображення вмираючих від голоду моряків на відомій картині Т. Жеріко «Пліт Медузи».

Морськи́й зви́чай (англ. The Custom of the Sea) — особливий морський закон, згідно з яким загубленим у морі й таким морякам, що помирають від голоду, дозволялося людожерство. Моряки мусили всі одностайно погодитися й тягнути жеребки, щоби вирішити, кого мали вбити і з'їсти першим. Процедура мала тривати до врятування чи до останнього чоловіка. Звичайно, людожерство — табу в усіх сучасних суспільствах, проте в системі романо-германського права звичай іноді виступає як додаток до закону, або іноді переважає над ним. У деяких західноєвропейських країнах морський закон переважав над нормою громадянського кодексу, що звичайно забороняє канібалізм (людожерство).

## Історичні приклади

### Випадок з матросами китобійного судна «Ессекс»
12 листопада 1820 р., перебуваючи на відстані майже тисячі кілометрів від порту, китобійний корабель «Ессекс» був раптом атакований китом, на якого раніше невдало полювали члени екіпажу. Внаслідок цієї незвичайної пригоди корабель був сильно пошкоджений, і капітан разом з командою вирішили залишити його й пливти до узбережжя Південної Америки на трьох човнах, що в них залишалися. 20 грудня 1820 р. 20 чоловік, що врятувалися, побачили землю і скоро висадилися на маленькому острові. Троє членів екіпажу залишилося на острові, а решта 17 продовжували шукати узбережжя Перу або Чилі. 10 січня помер перший з матросів через брак їжі й особливо води. Зголоднілі й спраглі — моряки вже не могли продовжувати подорож і залишились посередині океану, чекаючи на допомогу. 20 січня помер ще один чоловік, а 23 лютого ще один. На відміну від попередніх, тіло цього матроса не поховали в морі, як інших, а з'їли. Тіла ще трьох інших матросів були спожиті зголоднілими. 1 лютого повністю скінчилася їжа і вцілілі матроси вирішили скористатися Морським Звичаєм і тягнути жеребок, щоб визначити, кого мали застрелити і з'їсти наступним. Спочатку капітан відмовився слідувати цьому звичаю, але, потерпаючи від сильного голоду й під тиском команди, погодився. Саме його 17-річний двоюрідний брат витягнув фатальний жеребок і був убитий і з'їдений наступним. Зголоднілі матроси з'їли ще двох членів екіпажу в такий спосіб, аж поки 23 лютого вони були врятовані англійським судном.
Деякі частини цієї реальної пригоди ввійшли в сюжет роману Мобі Дік — класики американської літератури.

### Справа Дадлі і Стівенса
19 травня 1884 р. англійська яхта Міньйонет з чотирма членами екіпажу вирушила з Англії до Австралії. Команда складалася з капітана Тома Дадлі, Едвіна Стівенса, Едмонда Брукса й підлітка Ричарда Паркера.
5 липня поблизу мису Доброї Надії через погану погоду яхта затонула. Четверо членів екіпажу врятувалися на маленькому човні. 12 днів вони споживали консерви і те, що могли зловити в океані. Після восьмого дня без води і їжі наймолодший Ричард Паркер першим знепритомнів і, можливо, був хворий, тому що пив морську воду. Дадлі запропонував вбити Паркера, щоби з'їсти його, користуючись морським звичаєм. Інший член екіпажу Брукс був єдиним, хто не погодився. Наступного дня Дадлі і Стівенс вбили хлопця і споживали його тіло наступні чотири дні, аж поки їх не врятував німецький корабель. По поверненню до Англії члени екіпажу були звинувачені у вбивстві. Судовий процес над врятованими набув широкого розголосу не тільки в Англії, але й поза її межами. Звинувачені не визнавали себе винними, посилаючись на морський звичай і обставини трагедії. Справа була направлена до Лондона, де Дадлі і Стівенс були визнані винними у вбивстві, тому що, на думку суддів, не існувало підстав для вбивства і попри морський звичай рішення не було одностайним.
Ця справа стала однією з найвідоміших в англійській юриспруденції — на неї посилалися ще декілька разів в Англії і Сполучених Штатах.